# 40'erne
|  | For årtiet i det 20. århundrede, se 1940'erne. |
Århundreder: 1. århundrede f.Kr. – 1. århundrede – 2. århundrede
Årtier: 00'erne f.Kr. 00'erne 10'erne 20'erne 30'erne – 40'erne – 50'erne 60'erne 70'erne 80'erne 90'erne
År: 40 41 42 43 44 45 46 47 48 49